# Df (Unix)
df (abbreviazione dalla lingua inglese di disk free, disco libero) è un comando dei sistemi operativi Unix Unix-like, e più in generale dei sistemi POSIX, che visualizza sullo standard output un prospetto con la quantità di spazio ancora libero nei singoli file system disponibili nel sistema. 
Il riferimento al termine disk in luogo di file system è leggermente improprio, visto che un file system può risiedere in vari tipi di memorie di massa;  l'uso risale storicamente al periodo in cui i file system erano residenti quasi esclusivamente su dischi rigidi.
df è  previsto dallo standard POSIX, e ne esiste una versione del progetto GNU che accetta ulteriori parametri.

## Sintassi
La sintassi generale di df è la seguente:
```
df [
opzioni
] [--] [
file
]
```

Il parametro facoltativo file indica il nome di un file nel file system di cui si vogliono visualizzare le informazioni. Se non specificato, sono visualizzate le informazioni relative ai file system correntemente montati.
Il doppio trattino -- (facoltativo) indica che i parametri successivi non sono da considerarsi opzioni.
L'unità di misura predefinita per indicare le dimensioni è in blocchi da 512 byte, dato che storicamente essa è la dimensione della più piccola quantità di dati che può essere indirizzata in un file system Unix. La versione GNU di df usa tuttavia blocchi da 1024 byte, a meno che non esista la variabile d'ambiente POSIXLY_CORRECT.
Tra le opzioni principali vi sono:
-kMostra le dimensioni in unità di un KiB (1024 byte).
-PMostra le informazioni usando un formato portabile tra sistemi operativi diversi. In questo caso il risultato consiste in una linea di intestazione seguita da una linea per ciascun file system divisa in più colonne che specificano nell'ordine:
- nome del file system (tipicamente il nome del dispositivo a blocchi tramite il quale è accessibile)
- dimensioni totali
- quantità di spazio usato
- quantità di spazio libero disponibile
- percentuale dello spazio usato rispetto alle dimensioni totali
- mount point del file system (la directory dove è agganciato)

La versione GNU di df (disponibile ad esempio su sistemi GNU/Linux) supporta tra le altre anche le seguenti opzioni:
-aElenca anche i file system speciali che sarebbero altrimenti omessi, come ad esempio quelli per cui le dimensioni totali sono 0 (e che tipicamente contengono informazioni generate dinamicamente).
-hMostra le dimensioni in maniera compatta, usando potenze di 1024 e aggiungendo suffissi che indicano l'unità di misura (ad esempio "G" per un GiB).
-HMostra le dimensioni in maniera compatta, usando potenze di 1000 e aggiungendo suffissi che indicano l'unità di misura (ad esempio "G" per un miliardo di byte).
-TMostra anche il tipo di file system.

## Esempi
Mostra lo spazio disponibile in blocchi di 1024 byte di tutti i file system:
```
$ 
df -k

Filesystem    1024-blocks      Free %Used    Iused %Iused Mounted on
/dev/hd4            32768     16016   52%     2271    14% /
/dev/hd2          4587520   1889420   59%    37791     4% /usr
/dev/hd9var         65536     12032   82%      518     4% /var
/dev/hd3           819200    637832   23%     1829     1% /tmp
/dev/hd1           524288    395848   25%      421     1% /home
/proc                   -         -    -         -     -  /proc
/dev/hd10opt        65536     26004   61%      654     4% /opt
```

Mostra lo spazio disponibile in blocchi di 1024 byte del file system che contiene il file "/home/alice/dati.txt":
```
$ 
df -k /home/alice/dati.txt

Filesystem    1024-blocks      Free %Used    Iused %Iused Mounted on
/dev/hd1           524288    395848   25%      421     1% /home
```